# Rustleria obscura
Rustleria obscura is een keversoort uit de familie knotshoutkevers (Bothrideridae). De wetenschappelijke naam van de soort werd in 1989 gepubliceerd door Stephan.